# Spliethoff
Spliethoff is een Nederlandse onderneming, het hoofdkantoor zetelt in Amsterdam. De groep omvat meerdere scheepvaartondernemingen waarvan Spliethoff's bevrachtingskantoor en rederij de oudste is. In de eenentwintigste eeuw nam het bedrijf een aantal rederijen over, waaronder BigLift Shipping (voorheen Mammoet Shipping), Transfennica, Wijnne Barends, Bore en Sevenstar Yacht Transport.

## Geschiedenis
Spliethoff's Bevrachtingskantoor BV werd in 1921 te Amsterdam opgericht door Johan Frederik Spliethoff. Hij specialiseerde zich als bevrachter in het vervoer van houtproducten uit de Oostzeehavens naar West-Europa.
In 1946 gaf zijn zoon Herman Spliethoff opdracht voor de bouw van het eerste nieuwe schip van het bedrijf, de Keizersgracht. Het schip werd vernoemd naar de gracht in Amsterdam waar Spliethoff zijn kantoor had. Schepen met de naam van -grachten zijn sindsdien het handelsmerk van het bedrijf. Rederij Spliethoff is een zelfstandig bedrijf dat 55 multifunctionele schepen van 8000 tot 20.000 ton groot exploiteert. Het beleid van de rederij is het laten bouwen van grote aantallen schepen in serie, daardoor heeft het veel schepen van dezelfde grootte beschikbaar.
Kernactiviteiten van de Spliethoff Group zijn, naast wereldwijd vervoer van houtproducten, grote projecten voor vooral de olie-, gas- en telecommunicatie-industrie. Sinds 1999 behoort ook Sevenstar Yacht Transport tot de Spliethoff Group. Sevenstar is wereld marktleider op het gebied van jachttransport over zee.
Voor zware lading beschikt Spliethoff over BigLift Shipping; voorheen Mammoet Shipping. De vloot van vijftien speciaal gebouwde heavy-liftschepen beschikt over hijscapaciteit tot 2200 ton en roro-mogelijkheden voor lading tot 2500 ton. Het bedrijf behoort tot de belangrijkste aanbieders in de zware-ladingmarkt. BigLift is volledig geïntegreerd in de Spliethoff Group.
In 2002 verwierf Spliethoff een meerderheidsaandeel in Transfennica, een belangrijke leverancier van logistieke diensten voor de houtindustrie uit Helsinki, Finland. Sinds september 2003 maakt ook kustvaartrederij Wijnne Barends uit Delfzijl deel uit van de Spliethoff Group. Sinds juli 2016 is Bore Ltd., een Finse rederij, ook onderdeel van de groep.

## Fotogalerij

Schepen van de Spliethoff Group
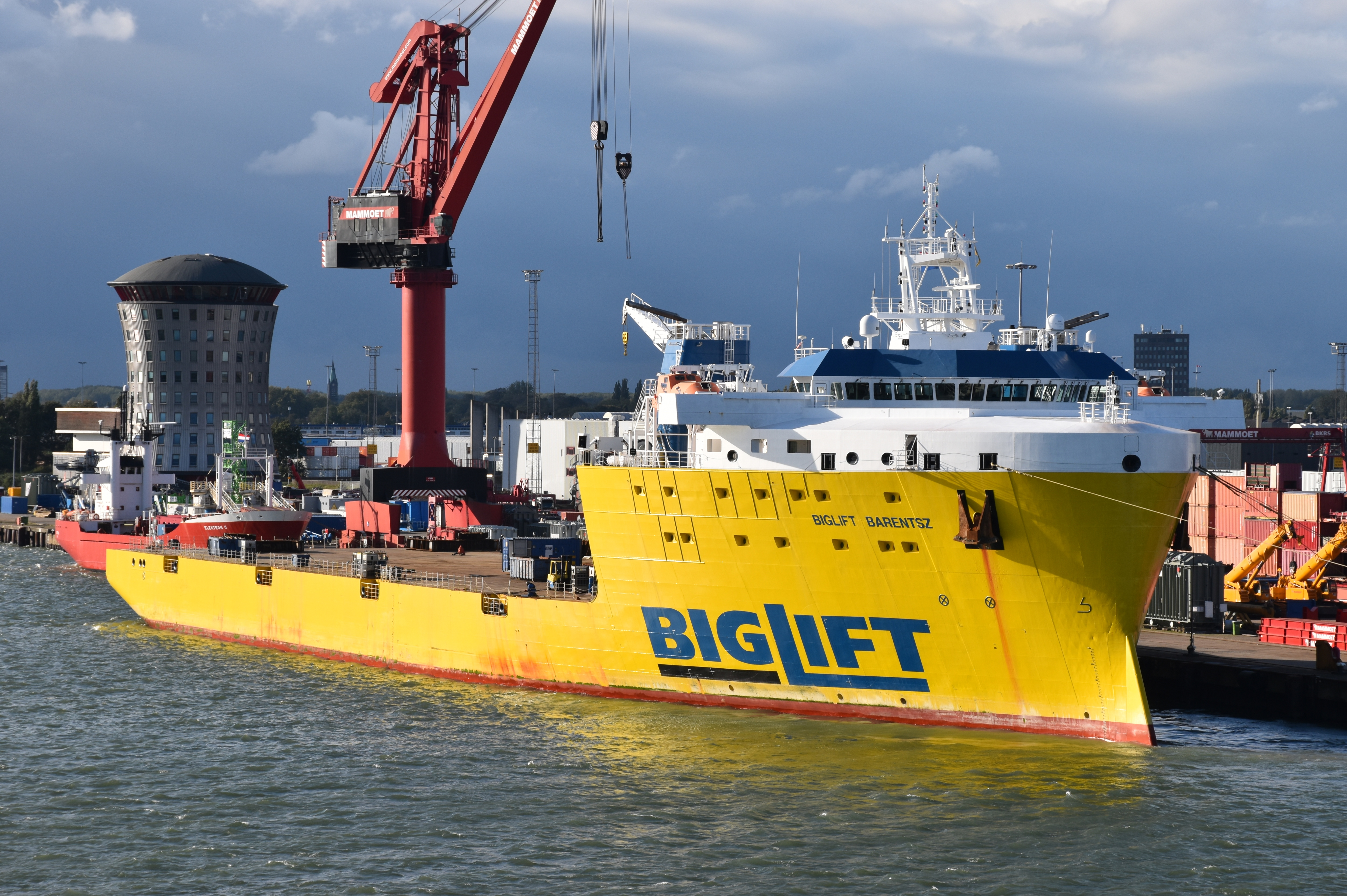
BigLift Barentsz
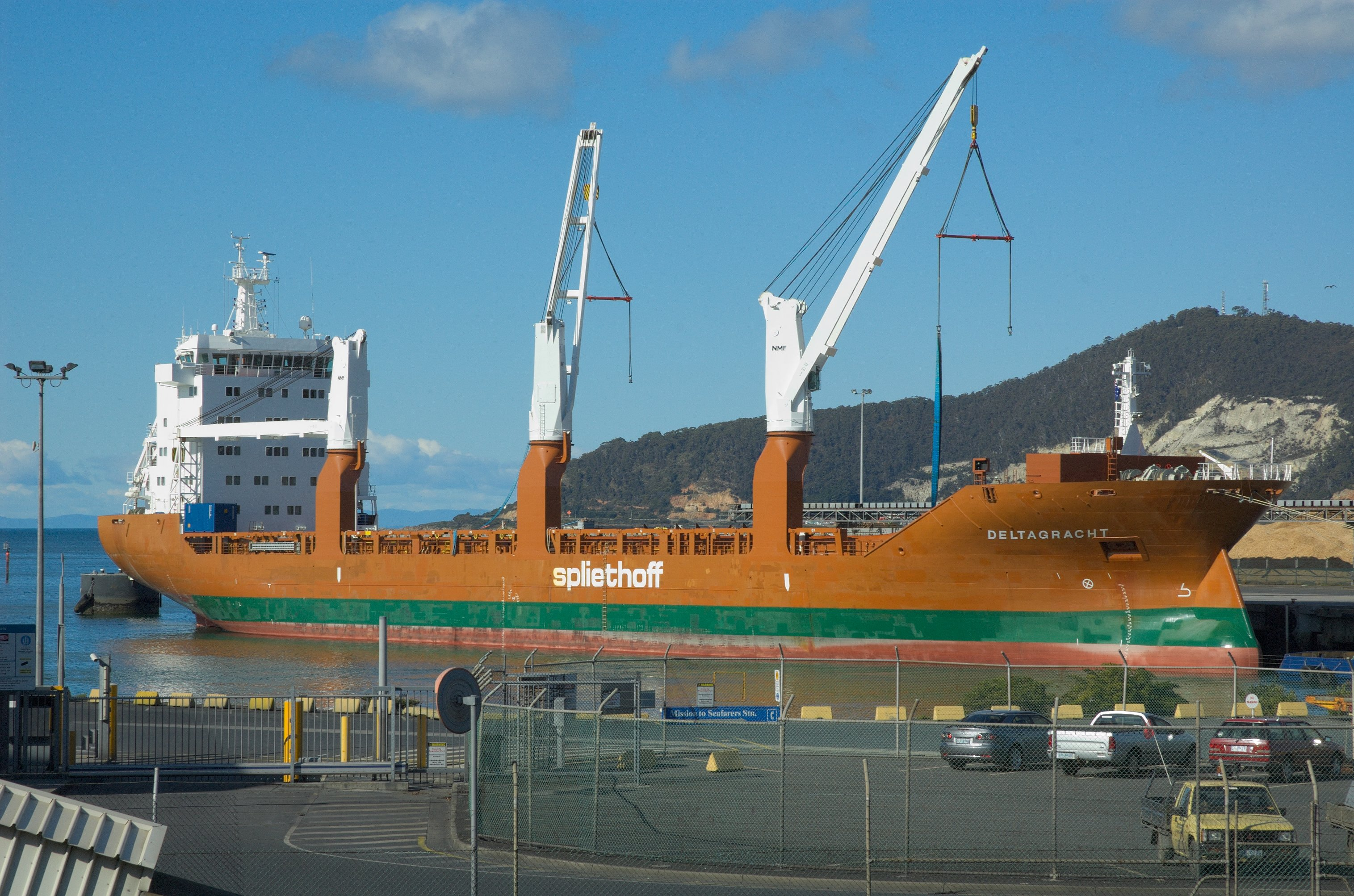
Deltagracht
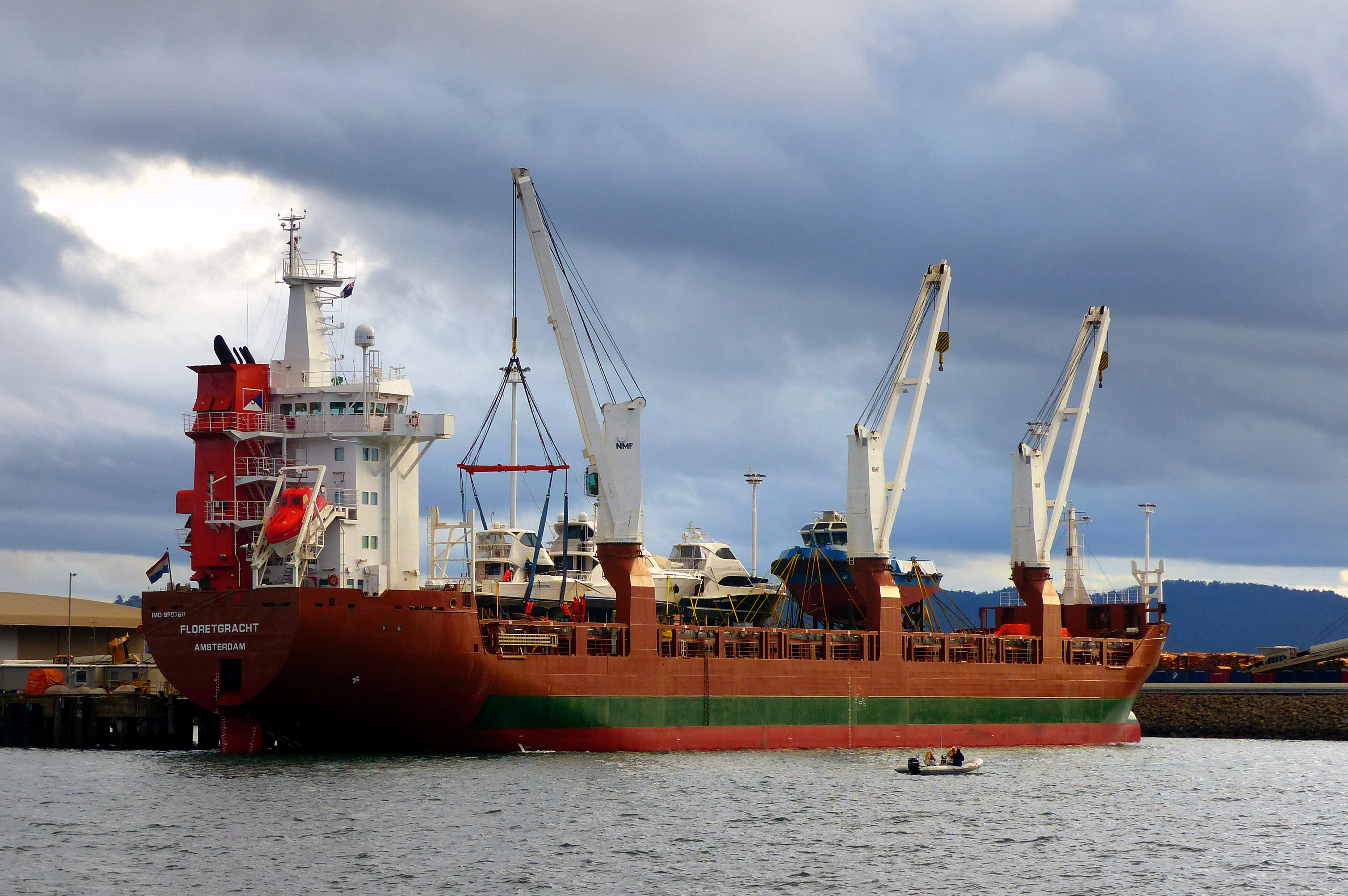
Floretgracht
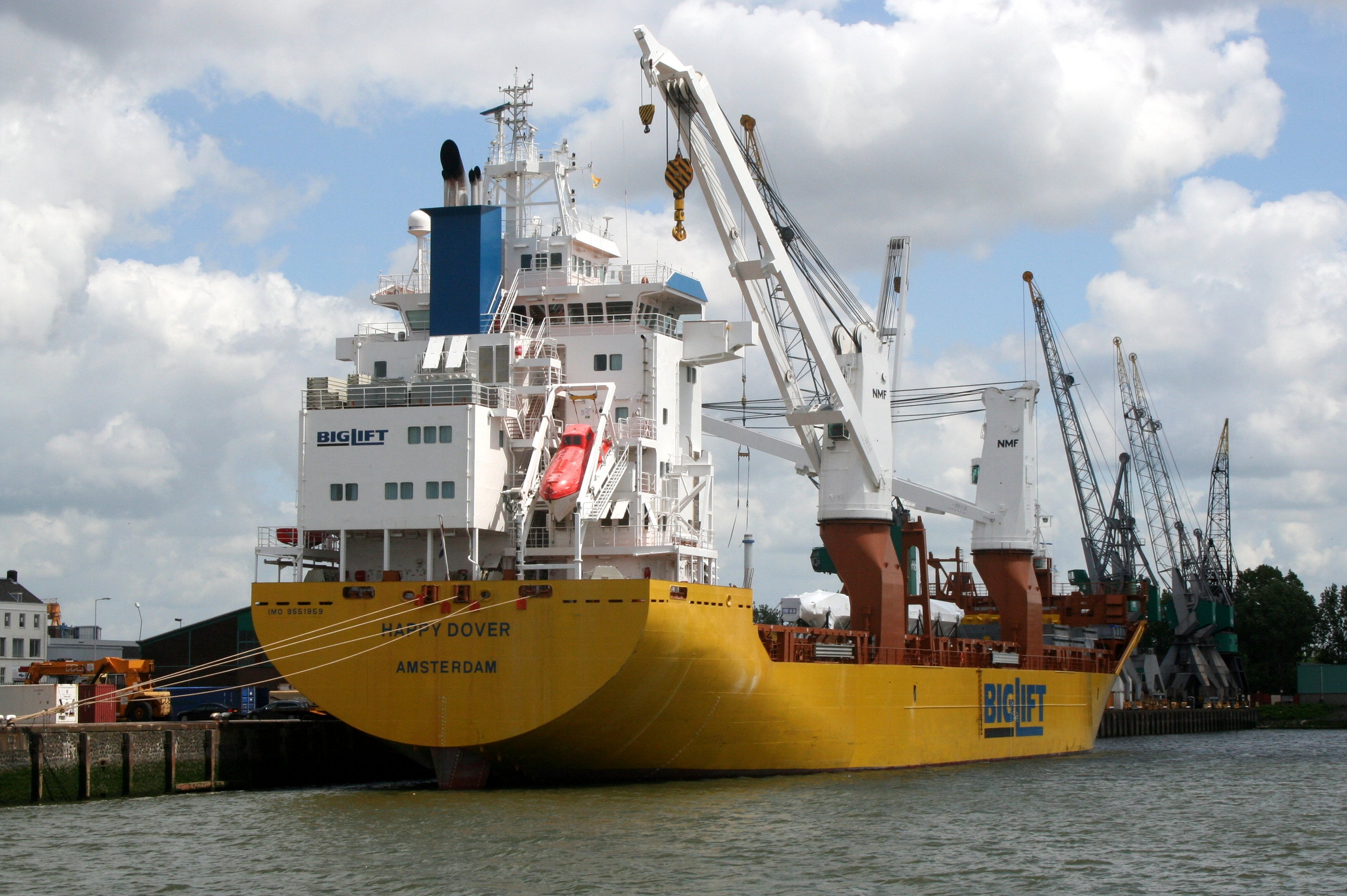
Happy Dover
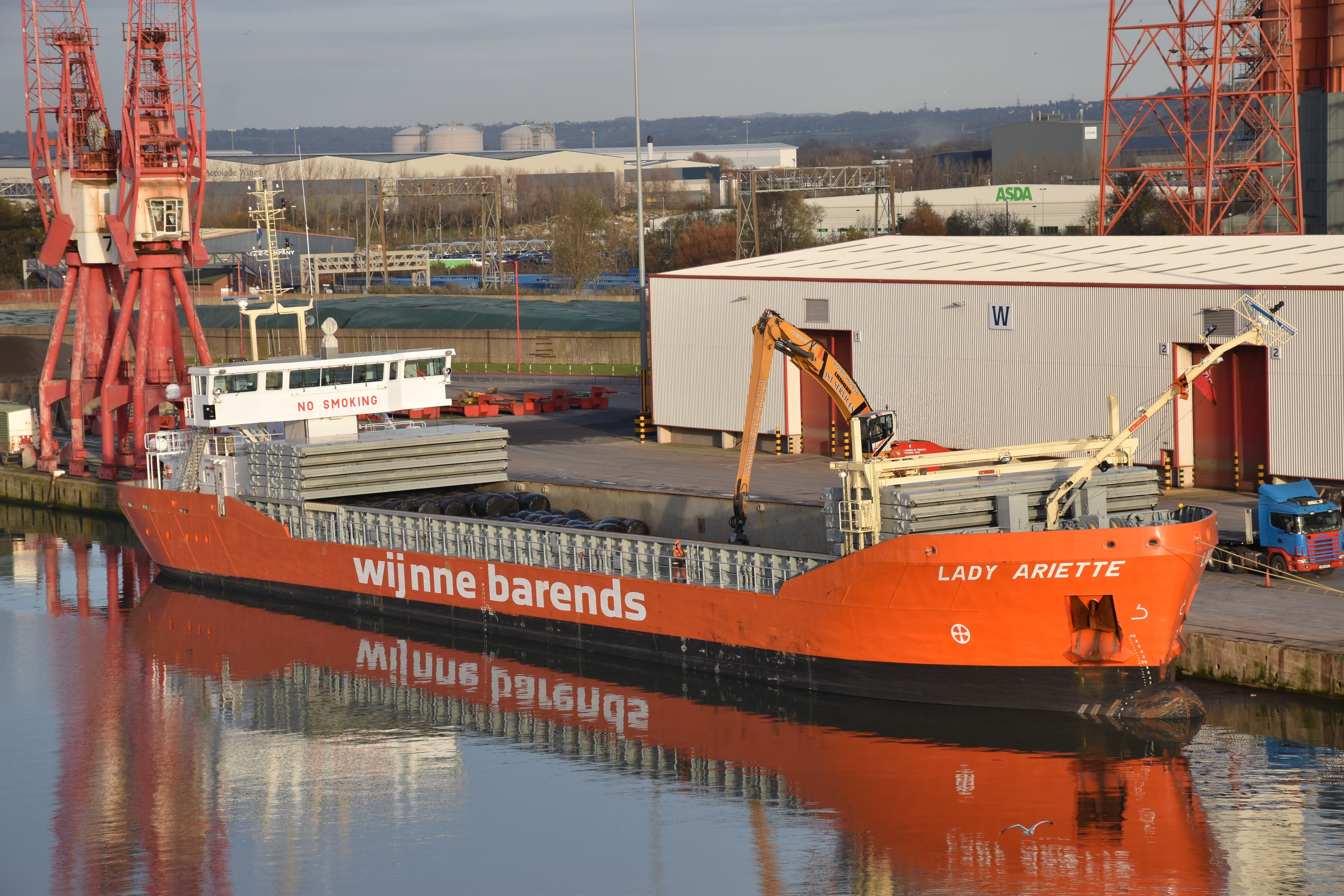
Lady Ariette
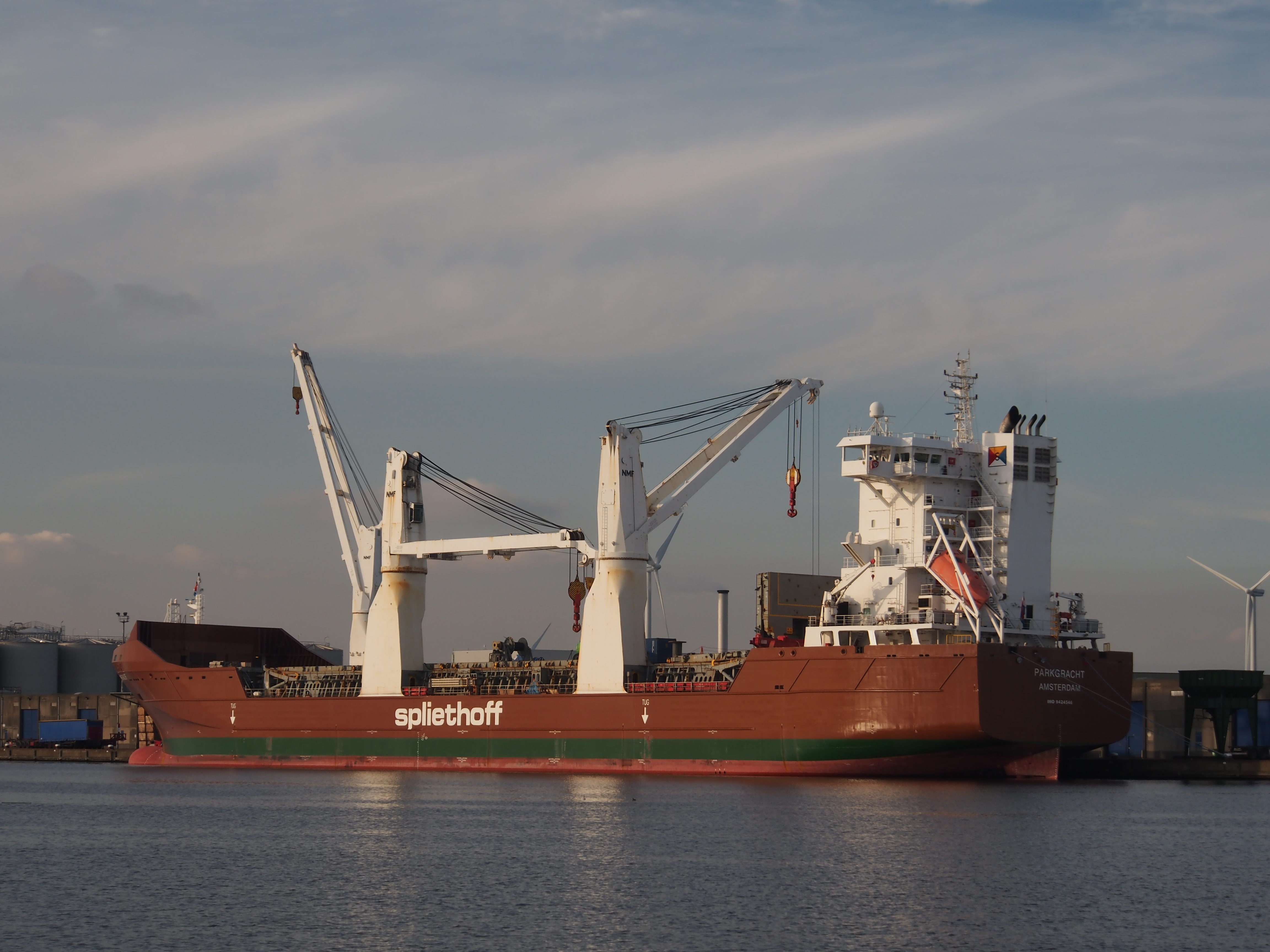
Parkgracht
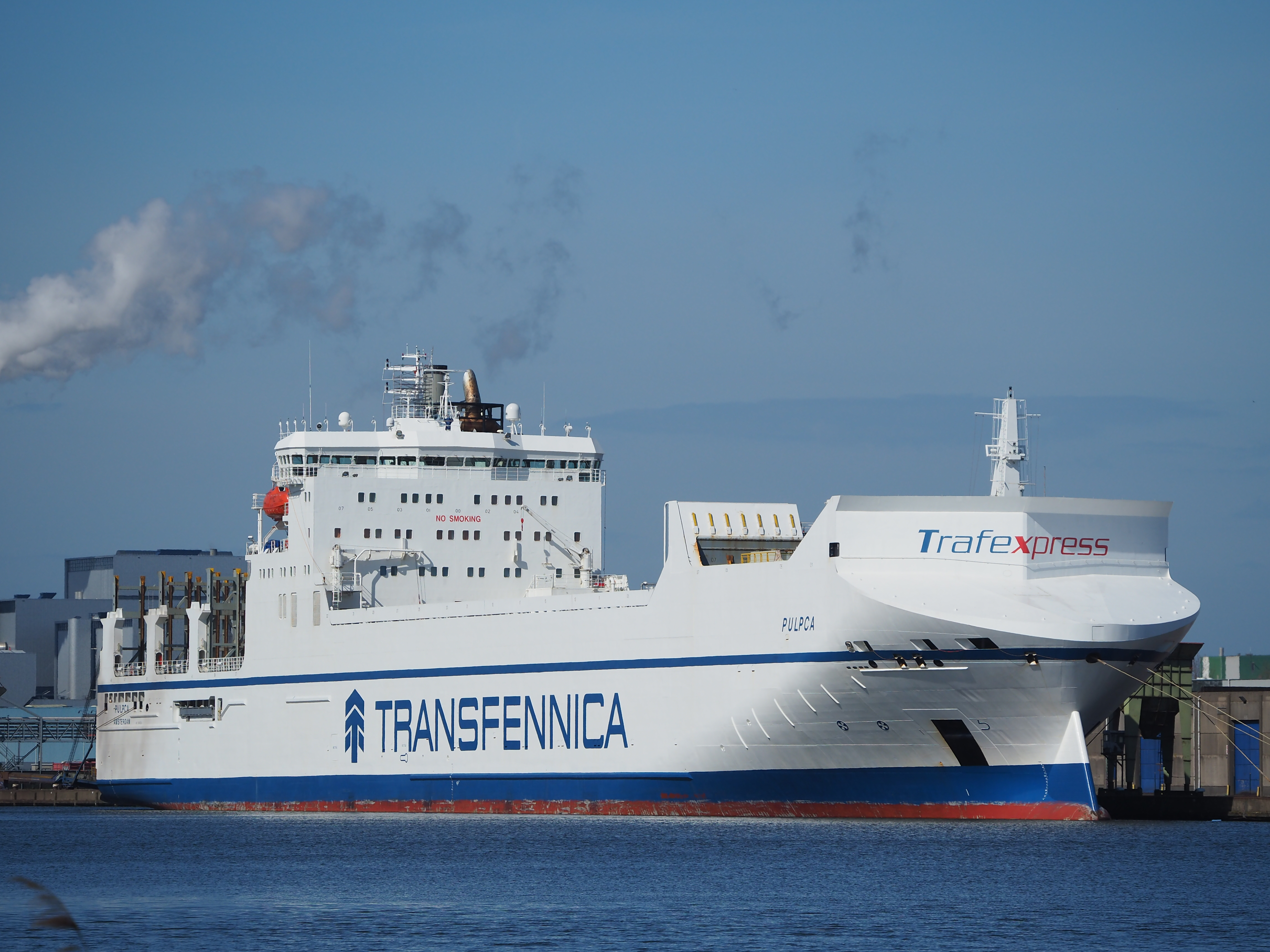
Pulpca
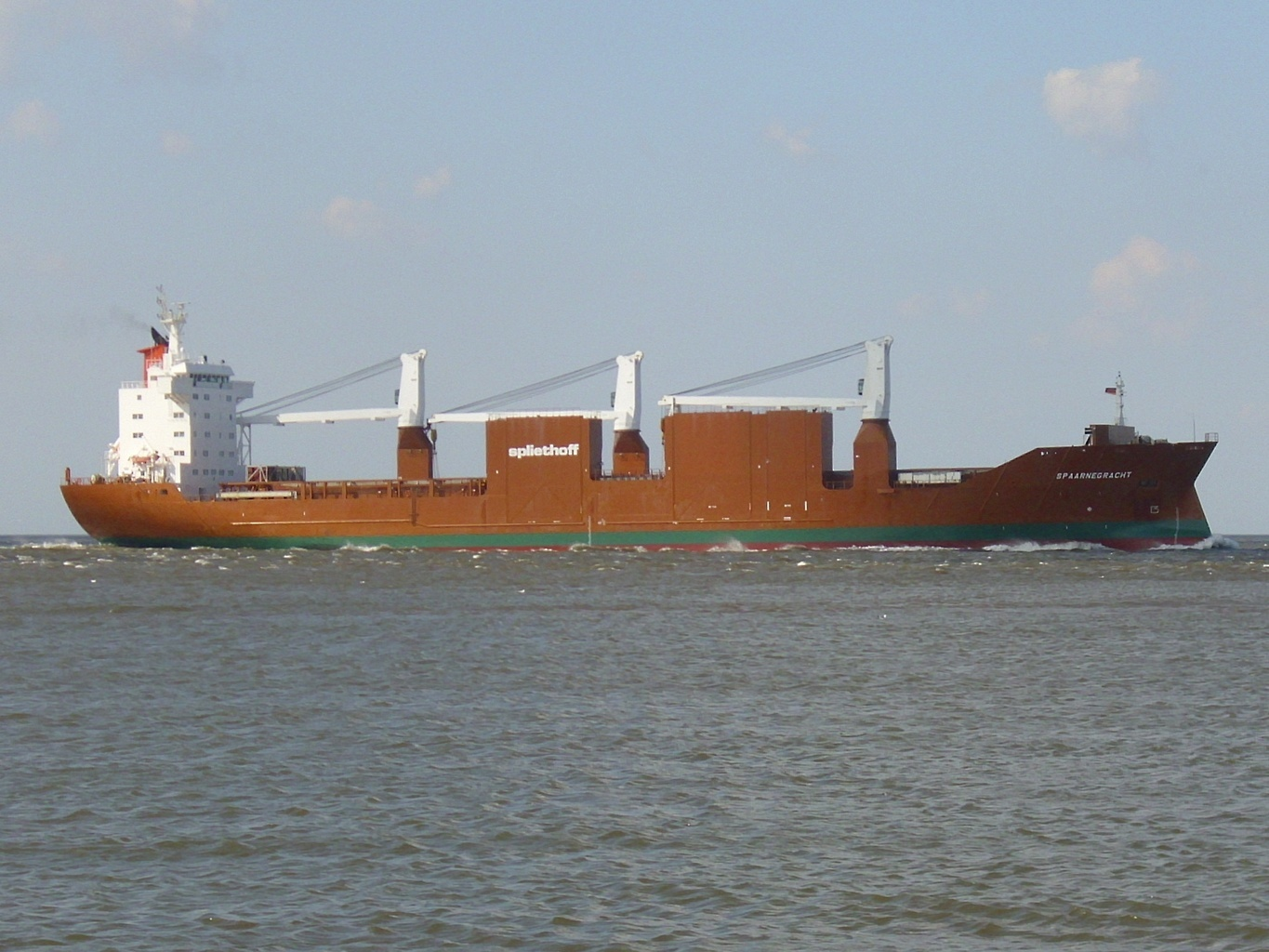
Spaarnegracht
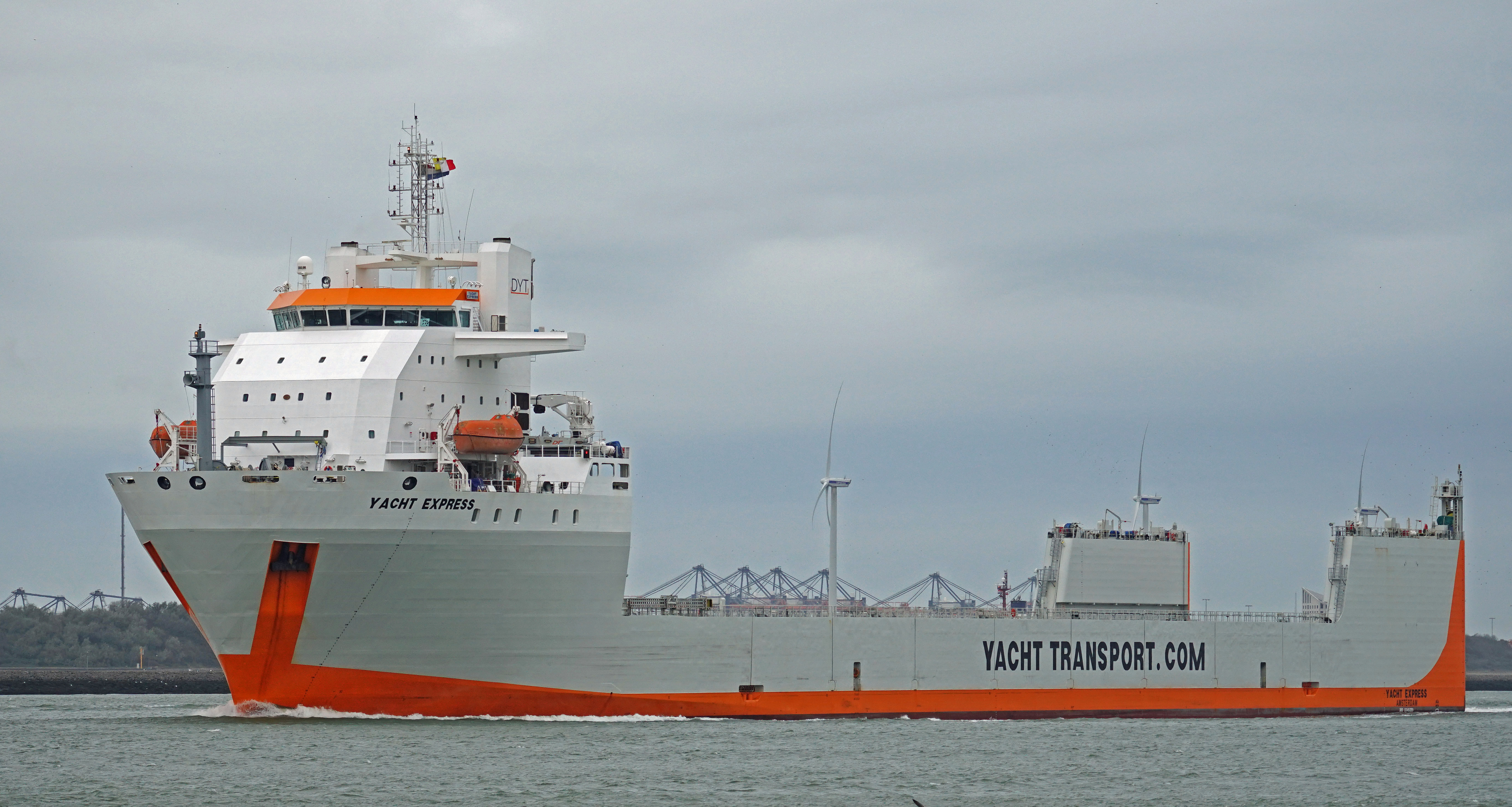
Yacht Express